# Dicrurus lophorinus
Dicrurus lophorinus là một loài chim trong họ Dicruridae.

## Hình ảnh

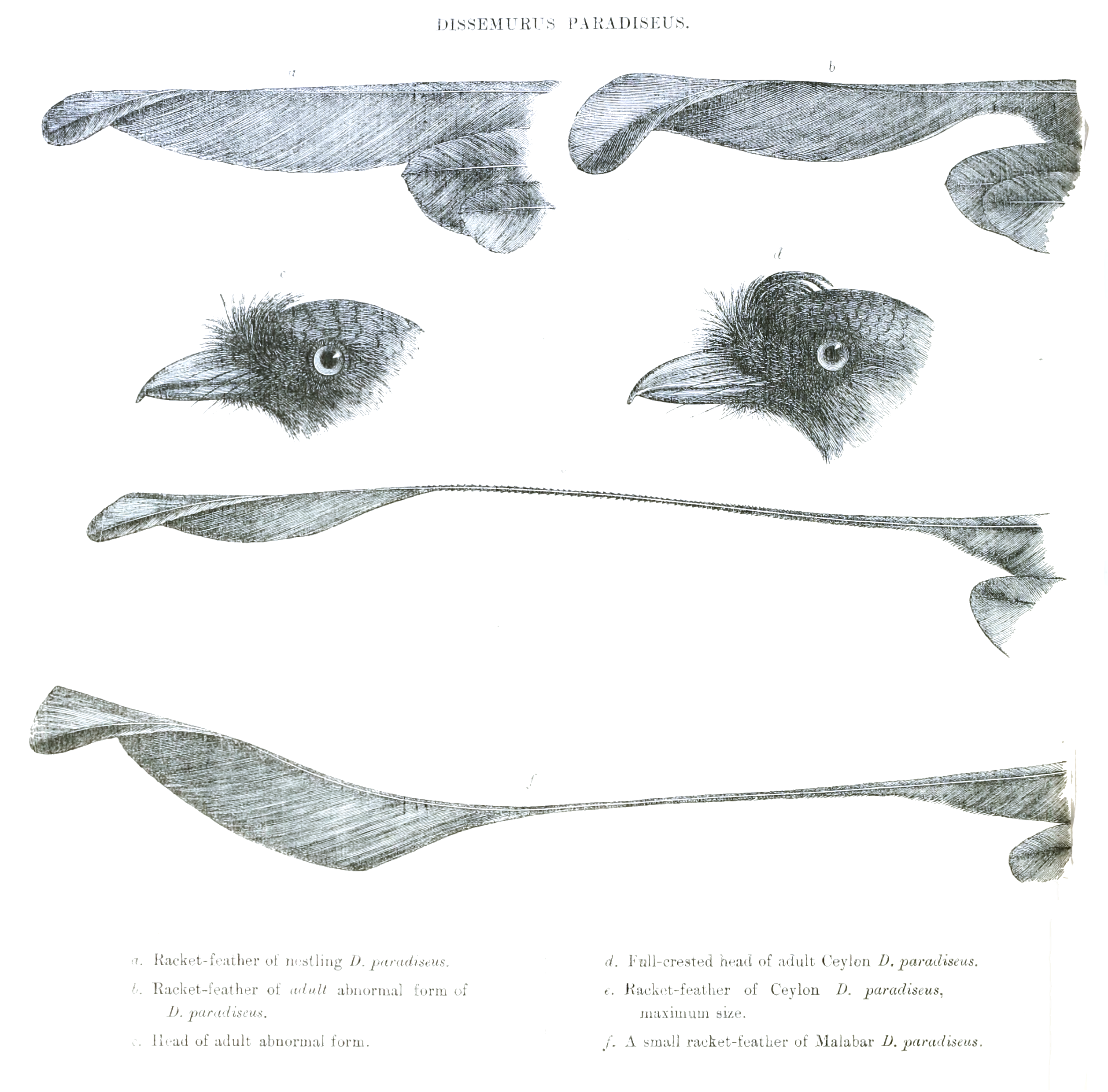
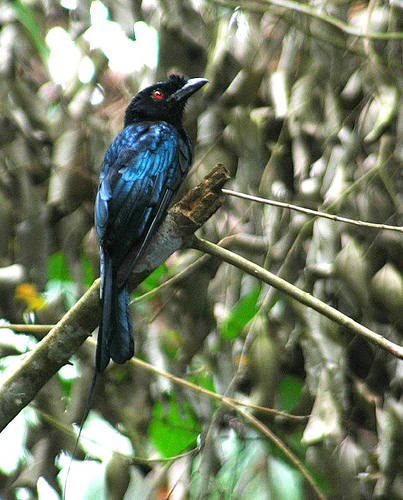
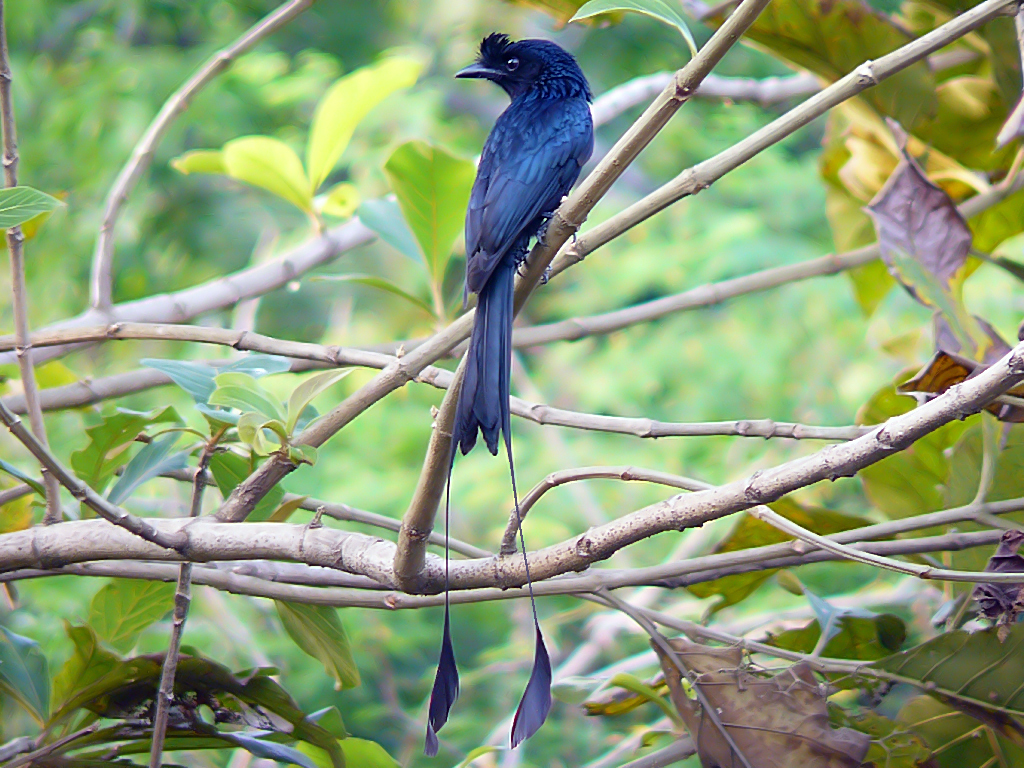
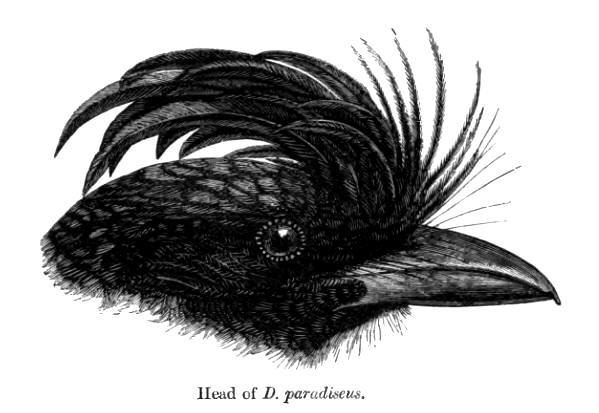
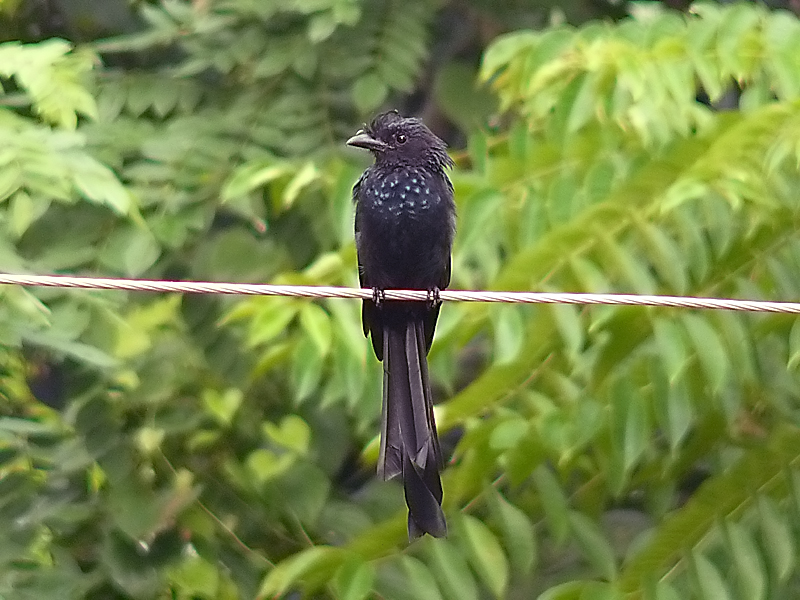